# Persone di nome Jonas
| Questa pagina contiene informazioni ricavate automaticamente dalle voci biografiche con l'ausilio del template Bio e di un bot. L'aggiornamento è periodico e automatico e ricostruisce completamente la pagina. Se manca una persona in questa lista, sei pregato di non aggiungerla, ma accertati piuttosto che la sua voce biografica contenga il template Bio e che i dati anagrafici siano correttamente compilati. Se il template Bio manca, inseriscilo tu stesso o, in alternativa, metti l'avviso {{tmp\|Bio}} che ne segnala la mancanza. Se i dati riportati sono sbagliati, correggi direttamente la voce biografica; le modifiche saranno visibili in questa lista entro pochi giorni. Per chiarimenti vedi il progetto antroponimi. La lista contiene solo le 191 persone che sono citate nell'enciclopedia e per le quali è stato implementato correttamente il template Bio. Pagina aggiornata al 6 ago 2025. |

Questa è una lista di persone presenti nell'enciclopedia che hanno il nome Jonas, suddivise per attività principale.

## Allenatori di calcio(7)
- Jonas Dal, allenatore di calcio e ex calciatore danese (Ikast, n. 1976)
- Jonas De Roeck, allenatore di calcio e ex calciatore belga (Barcellona, n. 1979)
- Jonas Eidevall, allenatore di calcio svedese (Borås, n. 1983)
- Jonas Kamper, allenatore di calcio e ex calciatore danese (Nørre Alslev, n. 1983)
- Jonas Olsson, allenatore di calcio e ex calciatore svedese (Göteborg, n. 1970)
- Jonas Thern, allenatore di calcio e ex calciatore svedese (Falköping, n. 1967)
- Jonas Wirmola, allenatore di calcio e ex calciatore svedese (n. 1969)

## Allenatori di tennis(1)
- Jonas Björkman, allenatore di tennis e ex tennista svedese (Växjö, n. 1972)

## Altisti(1)
- Jonas Wagner, altista tedesco (Bad Muskau, n. 1997)

## Ammiragli(1)
- Jonas H. Ingram, ammiraglio statunitense (Jeffersonville, n. 1886 - San Diego, † 1952)

## Arbitri di calcio(1)
- Jonas Eriksson, ex arbitro di calcio svedese (Luleå, n. 1974)

## Attivisti(1)
- Jonas Basanavičius, attivista, medico e politico lituano (Ožkabaliuose, n. 1851 - Vilnius, † 1927)

## Attori(9)
- Jonas Armstrong, attore irlandese (Dublino, n. 1981)
- Jonas Bloquet, attore belga (Bruxelles, n. 1992)
- Jonas Dassler, attore tedesco (Remscheid, n. 1996)
- Jonas Strand Gravli, attore norvegese (n. 1991)
- Jonas Holdenrieder, attore tedesco (Monaco di Baviera, n. 1999)
- Jonas Jägermeyr, attore tedesco (Berlino, n. 1983)
- Jonas Nay, attore e musicista tedesco (Lubecca, n. 1990)
- Jonas Hoff Oftebro, attore e doppiatore norvegese (Oslo, n. 1996)
- Jonas Rivanno, attore e modello indonesiano (Surabaya, n. 1987)

## Bassisti(2)
- Jonas Björler, bassista svedese (n. 1973)
- Jonas Reingold, bassista svedese (Malmö, n. 1969)

## Batteristi(1)
- Jonas Ekdahl, batterista svedese (n. 1983)

## Botanici(1)
- Jonas Dryander, botanico svedese (Göteborg, n. 1748 - Londra, † 1810)

## Cantanti(5)
- Basshunter, cantante, produttore discografico e disc jockey svedese (Halmstad, n. 1984)
- Jonas Bjerre, cantante e chitarrista danese (Frederiksberg, n. 1976)
- Jonas Kjellgren, cantante, musicista e produttore discografico svedese (n. 1977)
- Rasmussen, cantante e attore danese (Viborg, n. 1985)
- Jonas Renkse, cantante, batterista e bassista svedese (n. 1975)

## Cantautori(1)
- Jonas Alaska, cantautore e musicista norvegese (Åmli, n. 1988)

## Cestisti(9)
- Jonas Grof, cestista tedesco (Herdecke, n. 1996)
- Jonas Jerebko, cestista svedese (Borås, n. 1987)
- Jonas Kazlauskas, ex cestista e allenatore di pallacanestro lituano (Panevėžys, n. 1954)
- Jonas Mačiulis, ex cestista lituano (Kaunas, n. 1985)
- Jonas Mattisseck, cestista tedesco (Berlino, n. 2000)
- Jonas Richter, cestista tedesco (Chemnitz, n. 1997)
- Jonas Valančiūnas, cestista lituano (Utena, n. 1992)
- Jonas Wohlfarth-Bottermann, cestista tedesco (Bonn, n. 1990)
- Jonas Zohore, cestista danese (Copenaghen, n. 1991)

## Ciclisti su strada(12)
- Jonas Abrahamsen, ciclista su strada norvegese (Skien, n. 1995)
- Jonas Ahlstrand, ex ciclista su strada e pistard svedese (Ramna, n. 1990)
- Jonas Gregaard, ciclista su strada danese (Herlev, n. 1996)
- Jonas Hvideberg, ciclista su strada norvegese (Rolvsøy, n. 1999)
- Jonas Aaen Jørgensen, ex ciclista su strada danese (Glostrup, n. 1986)
- Jonas Koch, ciclista su strada tedesco (Schwäbisch Hall, n. 1993)
- Jonas Ljungblad, ex ciclista su strada svedese (Skövde, n. 1979)
- Jonas Rapp, ciclista su strada tedesco (Rockenhausen, n. 1994)
- Jonas Rickaert, ciclista su strada e pistard belga (Waregem, n. 1994)
- Jonas Rutsch, ciclista su strada tedesco (Erbach, n. 1998)
- Jonas Van Genechten, ex ciclista su strada belga (Lobbes, n. 1986)
- Jonas Vingegaard, ciclista su strada danese (Hillerslev, n. 1996)

## Designer(1)
- Jonas Bohlin, designer svedese (Stoccolma, n. 1953)

## Disc jockey(1)
- Jonas Aden, disc jockey e produttore discografico norvegese (Asker, n. 1996)

## Esploratori(1)
- Jonas Poole, esploratore inglese (Londra, n. 1566 - Londra, † 1612)

## Fondisti(2)
- Jonas Baumann, ex fondista svizzero (n. 1990)
- Jonas Dobler, fondista tedesco (n. 1991)

## Fotografi(1)
- Jonas Bendiksen, fotografo norvegese (Tønsberg, n. 1977)

## Giocatori di beach volley(1)
- Jonas Reckermann, ex giocatore di beach volley tedesco (Rheine, n. 1979)

## Giocatori di calcio a 5(4)
- Jonas Edvardsen, giocatore di calcio a 5 e calciatore norvegese (Oslo, n. 1988)
- Jonas Pinto Junior, giocatore di calcio a 5 brasiliano (Blumenau, n. 1984)
- Jonas Simonsen, giocatore di calcio a 5 e calciatore norvegese (Bardufoss, n. 1992)
- Jonas Wiseth, giocatore di calcio a 5 e ex calciatore norvegese (Levanger, n. 1987)

## Giocatori di football americano(5)
- Jonas Gray, giocatore di football americano statunitense (Pontiac, n. 1990)
- Jonas Lohmann, giocatore di football americano tedesco
- Jonas Mouton, giocatore di football americano statunitense (Kaplan, n. 1988)
- Jonas Sanker, giocatore di football americano statunitense (n. 2002)
- Jonas Schenderlein, giocatore di football americano tedesco (Jena, n. 1996)

## Hockeisti su ghiaccio(10)
- Jonas Ahnelöv, hockeista su ghiaccio svedese (Huddinge, n. 1987)
- Jonas Almtorp, ex hockeista su ghiaccio svedese (Uppsala, n. 1983)
- Jonas Andersson, ex hockeista su ghiaccio svedese (Lidingö, n. 1981)
- Jonas Bergqvist, ex hockeista su ghiaccio svedese (Hässleholm, n. 1962)
- Jonas Brodin, hockeista su ghiaccio svedese (Karlstad, n. 1993)
- Jonas Gustavsson, hockeista su ghiaccio svedese (Danderyd, n. 1984)
- Jonas Hiller, ex hockeista su ghiaccio svizzero (Felben, n. 1982)
- Jonas Holøs, hockeista su ghiaccio norvegese (Sarpsborg, n. 1987)
- Jonas Höglund, ex hockeista su ghiaccio svedese (Karlstad, n. 1972)
- Jonas Müller, ex hockeista su ghiaccio svizzero (Glarona, n. 1984)

## Imprenditori(1)
- Jonas Alströmer, imprenditore svedese (Alingsås, n. 1685 - Stoccolma, † 1761)

## Ingegneri(2)
- Jonas Shish, ingegnere britannico (n. 1605 - † 1680)
- Jonas Wenström, ingegnere e inventore svedese (Hällefors, n. 1855 - Västerås, † 1893)

## Inventori(1)
- Jonas Offrell, inventore svedese (Svezia, n. 1803 - Svezia, † 1863)

## Militari(1)
- Jonas Noreika, militare lituano (Šukioniai, n. 1910 - Vilnius, † 1947)

## Nobili(1)
- Jonas Alšėniškis, nobile lituano

## Pallamanisti(2)
- Jonas Källman, ex pallamanista e allenatore di pallamano svedese (Växjö, n. 1981)
- Jonas Larholm, ex pallamanista e allenatore di pallamano svedese (Partille, n. 1982)

## Pallavolisti(1)
- Jonas Aguenier, pallavolista francese (Orléans, n. 1992)

## Piloti di rally(1)
- Jonas Andersson, copilota di rally svedese (Gunnarskog, n. 1977)

## Piloti motociclistici(1)
- Jonas Folger, pilota motociclistico tedesco (Mühldorf am Inn, n. 1993)

## Pittori(4)
- Jonas Burgert, pittore tedesco (Berlino, n. 1969)
- Jonas Lie, pittore norvegese (Moss, n. 1880 - New York, † 1940)
- Jonas Mackevičius, pittore lituano (Raguva, n. 1872 - Roveredo, † 1954)
- Jonas Suyderhoff, pittore e incisore olandese (Leida - Haarlem, † 1686)

## Poeti(2)
- Jonas Aistis, poeta lituano (Kampiškėse, n. 1904 - Washington, † 1973)
- Maironis, poeta, presbitero e teologo lituano (Pasandravys, n. 1862 - Kaunas, † 1932)

## Politici(7)
- Jonas Collett, politico norvegese (Eidsvoll, n. 1772 - † 1851)
- Martin Frost, politico statunitense (Glendale, n. 1942)
- Jonas Furrer, politico, avvocato e giurista svizzero (Winterthur, n. 1805 - Ragaz, † 1861)
- Jonas Malheiro Savimbi, politico, generale e guerrigliero angolano (Munhango, n. 1934 - Lucusse, † 2002)
- Jonas Sjöstedt, politico svedese (Göteborg, n. 1964)
- Jonas Staugaitis, politico lituano (n. 1868 - Kaunas, † 1952)
- Jonas Gahr Støre, politico e ex militare norvegese (Oslo, n. 1960)

## Produttori cinematografici(2)
- Jonas McCord, produttore cinematografico, regista e sceneggiatore statunitense (Washington, n. 1952)
- Jonas Rivera, produttore cinematografico statunitense (Castro Valley, n. 1971)

## Produttori discografici(1)
- Jovani, produttore discografico, disc jockey e conduttore televisivo lituano (Pasvalys, n. 1983)

## Pugili(1)
- Jonas Čepulis, pugile sovietico (Joniškėlis, n. 1939 - Kaunas, † 2015)

## Rapper(1)
- Jonas Benyoub, rapper e cantante norvegese (n. 1994)

## Registi(4)
- Jonas Carpignano, regista e sceneggiatore italiano (New York, n. 1984)
- Jonas Grosch, regista e sceneggiatore tedesco (Friburgo in Brisgovia, n. 1981)
- Jonas Mekas, regista, poeta e artista lituano (Biržai, n. 1922 - New York, † 2019)
- Jonas Poher Rasmussen, regista e sceneggiatore danese (Kalundborg, n. 1981)

## Scacchisti(1)
- Jonas Buhl Bjerre, scacchista danese (Skanderborg, n. 2004)

## Sciatori alpini(9)
- Jonas Buer, sciatore alpino norvegese (n. 2001)
- Jonas Devouassoux, ex sciatore alpino e sciatore freestyle francese (Chamonix-Mont-Blanc, n. 1989)
- Jonas Fravi, ex sciatore alpino svizzero (n. 1990)
- Jonas Nilsson, ex sciatore alpino svedese (Hedemora, n. 1963)
- Jonas Nyberg, ex sciatore alpino svedese (n. 1990)
- Jonas Senoner, ex sciatore alpino e sciatore freestyle italiano (n. 1986)
- Jonas Skabar, sciatore alpino francese (n. 2004)
- Jonas Stockinger, sciatore alpino tedesco (n. 1999)
- Jonas Witte, sciatore alpino tedesco (n. 2003)

## Sciatori freestyle(1)
- Jonas Lenherr, sciatore freestyle svizzero (n. 1989)

## Scrittori(3)
- Jonas Biliūnas, scrittore e poeta lituano (Niūronys, n. 1879 - Zakopane, † 1907)
- Jonas Gardell, scrittore e commediografo svedese (Enebyberg, n. 1963)
- Jonas Lie, scrittore norvegese (Modum, n. 1833 - Larvik, † 1908)

## Slittinisti(1)
- Jonas Müller, slittinista austriaco (Bludenz, n. 1997)

## Snowboarder(1)
- Jonas Bösiger, snowboarder svizzero (Aarau, n. 1995)

## Tennisti(1)
- Jonas Svensson, ex tennista svedese (Göteborg, n. 1966)

## Tenori(1)
- Jonas Kaufmann, tenore tedesco (Monaco di Baviera, n. 1969)

## Tiratori a segno(2)
- Jonas Jacobsson, tiratore a segno svedese (Norrköping, n. 1965)
- Jonas Jonsson, tiratore a segno svedese (n. 1903 - Norrköping, † 1996)

## Velisti(2)
- Jonas Høgh-Christensen, velista danese (n. 1981)
- Jonas Warrer, velista danese (Aarhus, n. 1979)

## Vescovi cattolici(1)
- Jonas Dembélé, vescovo cattolico maliano (Sokoura, n. 1963)

## Virologi(1)
- Jonas Salk, virologo e batteriologo statunitense (New York, n. 1914 - La Jolla, † 1995)

## Senza attività specificata(3)
- Jonas Edman, ex tiratore a segno svedese (Linköping, n. 1967)
- Jonas Gunnarsson, ex snowboarder svedese (n. 1977)
- Jonas Neubauer, videogiocatore statunitense (Los Angeles, n. 1981 - Kaaawa, † 2021)